# UMMC Iekaterinbourg
L’UMMC Iekaterinbourg ou UMMC Ekaterinbourg (en russe НП Баскетбольный клуб УГМК Екатеринбург) est un club féminin russe de basket-ball  évoluant dans la ville de Iekaterinbourg et participant à la Superligue de Russie.

## Historique
En 2014, le club remporte son sixième championnat consécutif.
En 2016, remporte pour la troisième fois l'Euroligue après 2003 et 2013 avec une Diana Taurasi décisive.

## Palmarès
International
- Vainqueur de l'Euroligue : 2003, 2013, 2016[4], 2018[5], 2019.

National
- Champion de Russie (11) : 2002, 2003, 2009, 2010, 2011, 2012, 2013, 2014, 2015[6], 2016, 2017[7], 2018
- Coupe de Russie : 2005, 2009, 2010, 2011, 2012, 2013[8], 2016[9], 2018[10].

## Entraîneurs successifs
- 2003- :  Zoran Visic
- 2007-2008 :  Laurent Buffard
- 2008-2011 :  Gundars Vētra
- 2011-2012 :  Algirdas Paulauskas
- 2012-2018 :  Olaf Lange
- 2018- :  Miguel Mendez[11].

## Présidents successifs
- Chabtaï von Kalmonovitch[12]
- Andrey Kozitsyn

## Effectif 2018-2019
| Numéro | Nom                  | Née le             | Taille | Nationalité                | Poste        |
| 0      | Kayla McBride        | 25 juin 1992       | 1,80 m | États-Unis                 | Arrière      |
| 1      | Jamierra Faulkner    | 9 mars 1992        | 1,68 m | États-Unis Russie          | Meneuse      |
| 3      | Elizaveta Komarova   | 1er février 1995   | 1,70 m | Russie                     | Meneuse      |
| 5      | Evgeniya Belyakova   | 27 juin 1986       | 1,83 m | Russie                     | Ailière      |
| 7      | Alba Torrens         | 30 août 1989       | 1,92 m | Espagne                    | Ailière      |
| 9      | Nika Baric           | 2 septembre 1992   | 1,69 m | Slovénie                   | Meneuse      |
| 13     | Elena Beglova        | 1er septembre 1989 | 1,76 m | Russie                     | Meneuse      |
| 15     | Natalia Vieru        | 25 juillet 1989    | 1,95 m | Russie                     | Pivot        |
| 21     | Tatiana Petrushina   | 21 janvier 1990    | 1,85 m | Russie                     | Ailière      |
| 22     | Courtney Vandersloot | 8 février 1989     | 1,73 m | États-Unis Hongrie         | Meneuse      |
| 33     | Emma Meesseman       | 13 mai 1993        | 1,92 m | Belgique                   | Pivot        |
| 35     | Jonquel Jones        | 5 janvier 1994     | 1,96 m | Bahamas Bosnie-Herzégovine | Pivot        |
| 42     | Brittney Griner      | 18 octobre 1990    | 2,06 m | États-Unis                 | Pivot        |
| 44     | Raïssa Moussina      | 31 mars 1998       | 1,92 m | Russie                     | Ailière fort |
| 77     | Maria Vadeïeva       | 16 juillet 1998    | 1,93 m | Russie                     | Pivot        |

Entraîneur : Miguel Mendez
Assistants : Olga Korosteleva, Nacho Martínez, Jennifer Moshak

## Effectif 2017-2018
| Numéro | Nom                 | Née le             | Taille | Nationalité          | Poste      |
| 4      | Olga Artechina      | 27 novembre 1982   | 1,82 m | Russie               | Ailière    |
| 5      | Evgeniya Belyakova  | 27 juin 1986       | 1,83 m | Russie               | Ailière    |
| 7      | Alba Torrens        | 30 août 1989       | 1,92 m | Espagne              | Ailière    |
| 9      | Nika Baric          | 2 septembre 1992   | 1,69 m | Slovénie             | Meneuse    |
| 13     | Elena Beglova       | 1er septembre 1989 | 1,76 m | Russie               | meneuse    |
| 15     | Natalia Vieru       | 25 juillet 1989    | 1,95 m | Russie               | Pivot      |
| 20     | Kristi Toliver      | 27 janvier 1987    | 1,70 m | États-Unis Slovaquie | Arrière    |
| 23     | Maya Moore          | 11 juin 1989       | 1,82 m | États-Unis           | Ailière    |
| 30     | Lara Sanders        | 11 septembre 1986  | 1,91 m | États-Unis Turquie   | Intérieure |
| 33     | Emma Meesseman      | 13 mai 1993        | 1,92 m | Belgique             | Pivot      |
| 42     | Brittney Griner     | 18 octobre 1990    | 2,06 m | États-Unis           | Pivot      |
| 44     | Raïssa Moussina     | 31 mars 1998       | 1,92 m | Russie               | Ailière    |
|        | Elizaveta Krymova   | 1er mai 1996       | 1,80 m | Russie               | Ailière    |
|        | Viktoriia Zavialova | 16 octobre 1998    | 1,70 m | Russie               | Meneuse    |
|        | Tatiana Petrushina  | 21 janvier 1990    | 1,85 m | Russie               | Ailière    |
|        | Deanna Nolan        | 25 août 1979       | 1,83 m | États-Unis Russie    | Arrière    |

Entraîneur : Miguel Mendez
Assistants : Olga Korosteleva, James Wade, Jonathan Mak
UMMC remporte son quatrième titre européen en disposant de Sopron 72 à 53.

## Effectif 2015-2016
| Numéro | Nom                  | Née le            | Taille | Nationalité          | Poste      |
| 2      | Sancho Lyttle        | 20 septembre 1983 | 1,93 m | Espagne              | Intérieure |
| 4      | Olga Artechina       | 27 novembre 1982  | 1,82 m | Russie               | Ailière    |
| 5      | Evgeniya Belyakova   | 27 juin 1986      | 1,83 m | Russie               | Ailière    |
| 7      | Sandrine Gruda       | 25 juin 1987      | 1,93 m | France               | Intérieure |
| 8      | Anastasiia Tochilova | 13 mai 1993       | 1,70 m | Russie               | Meneuse    |
| 9      | Nika Baric           | 2 septembre 1992  | 1,69 m | Slovénie             | Meneuse    |
| 14     | Deanna Nolan         | 25 août 1979      | 1,83 m | États-Unis Russie    | Arrière    |
| 15     | Natalia Vieru        | 25 juillet 1989   | 1,95 m | Russie               | Pivot      |
| 20     | Kristi Toliver       | 27 janvier 1987   | 1,70 m | États-Unis Slovaquie | Arrière    |
| 21     | Alba Torrens         | 30 août 1989      | 1,92 m | Espagne              | Ailière    |
| 25     | Mariia Cherepanova   | 28 août 1987      | 1,90 m | Russie               | Ailière    |
| 32     | Diana Taurasi        | 11 juin 1982      | 1,82 m | États-Unis           | Arrière    |
| 33     | Emma Meesseman       | 13 mai 1993       | 1,92 m | Belgique             | Pivot      |
| 42     | Brittney Griner      | 18 octobre 1990   | 2,06 m | États-Unis           | Pivot      |
|        | Elizaveta Komarova   | 1er février 1995  | 1,74 m | Russie               | Meneuse    |
|        | Anna Petrakova       | 4 décembre 1984   | 1,88 m | Russie               | Pivot      |

Entraîneur : Olaf Lange
Assistant : Sandy Brondello
UMMC remporte son troisième titre européen en disposant 72 à 69 d'Orenburg.

## Effectif 2014-2015
| Numéro | Nom                   | Née le            | Taille | Nationalité          | Poste      |
| 4      | Olga Artechina        | 27 novembre 1982  | 1,82 m | Russie               | Ailière    |
| 6      | Silvia Domínguez      | 30 avril 1983     | 1,66 m | Espagne              | Arrière    |
| 7      | Sandrine Gruda        | 25 juin 1987      | 1,93 m | France               | Intérieure |
| 8      | Anastasiia Tochilova  | 13 mai 1993       | 1,70 m | Russie               | Meneuse    |
| 11     | Maria Stepanova       | 23 février 1979   | 2,03 m | Russie               | Intérieure |
| 13     | Candace Parker        | 19 avril 1986     | 1,93 m | États-Unis           | Intérieure |
| 14     | Deanna Nolan          | 25 août 1979      | 1,83 m | États-Unis Russie    | Arrière    |
| 15     | Tatiana Popova        | 17 septembre 1984 | 1,79 m | Russie               | Arrière    |
| 20     | Kristi Toliver        | 27 janvier 1987   | 1,70 m | États-Unis Slovaquie | Arrière    |
| 21     | Alba Torrens          | 30 août 1989      | 1,92 m | Espagne              | Ailière    |
| 22     | Ewelina Kobryn        | 7 mai 1982        | 1,93 m | Pologne              | Pivot      |
| 33     | Natalia Anoikina      | 13 février 1987   | 1,96 m | Russie               | Pivot      |
|        | Diana Taurasi         | 11 juin 1982      | 1,82 m | États-Unis           | Arrière    |
|        | Daria Levchenko       | 21 juillet 1994   | 1,79 m | Russie               | Arrière    |
|        | Polina Sych           | 23 mars 1994      | 1,80 m | Russie               | Ailière    |
|        | Anastasiia Levinskaia | 13 février 1987   | 1,82 m | Russie               | Ailière    |

Entraîneur : Olaf Lange
Assistants : Sandy Brondello, Olga Korosteleva, Todd Troxel
UMMC Ekaterinburg dispose de Nadezhda Orenburg en finales (3-1) pour remporter son neuvième titre national, le septième consécutif.

## Effectif 2013-2014
| Numéro | Nom                 | Née le            | Taille | Nationalité       | Poste         |
| 4      | Olga Artechina      | 27 novembre 1982  | 1,82 m | Russie            | Ailière       |
| 5      | Anete Jēkabsone     | 12 août 1983      | 1,76 m | Lettonie          | Arrière       |
| 6      | Silvia Domínguez    | 30 avril 1983     | 1,66 m | Espagne           | Arrière       |
| 7      | Sandrine Gruda      | 25 juin 1987      | 1,93 m | France            | Intérieure    |
| 11     | Maria Stepanova     | 23 février 1979   | 2,03 m | Russie            | Intérieure    |
| 12     | Ann Wauters         | 12 octobre 1980   | 1,95 m | Belgique          | Pivot         |
| 13     | Candace Parker      | 19 avril 1986     | 1,93 m | États-Unis        | Intérieure    |
| 14     | Deanna Nolan        | 25 août 1979      | 1,83 m | États-Unis Russie | Arrière       |
| 15     | Tatiana Popova      | 17 septembre 1984 | 1,79 m | Russie            | Arrière       |
| 21     | Anna Petrakova      | 4 décembre 1984   | 1,89 m | Russie            | Ailière forte |
| 22     | Ewelina Kobryn      | 7 mai 1982        | 1,93 m | Pologne           | Pivot         |
| 32     | Diana Taurasi       | 11 juin 1982      | 1,82 m | États-Unis        | Arrière       |
|        | Daria Levchenko     | 21 juillet 1994   | 1,79 m | Russie            | Arrière       |
|        | Anastasia Tochilova | 13 mai 1993       | 1,74 m | Russie            | Ailière       |
|        | Polina Sych         | 23 mars 1994      | 1,80 m | Russie            | Ailière       |

Entraîneur : Olaf Lange
Assistants : Sandy Brondello
Le club remporte son sixième championnat russe consécutif, face à Oreburg.

## Effectif 2012-2013
| Numéro | Nom                    | Née le            | Taille | Nationalité        | Poste         |
| 4      | Olga Artechina         | 27 novembre 1982  | 1,82 m | Russie             | Ailière       |
| 5      | Anete Jēkabsone        | 12 août 1983      | 1,76 m | Lettonie           | Arrière       |
|        | Ekaterina Averkina     | 12 mai 1991       | 1,81 m | Russie             | Arrière       |
| 7      | Sandrine Gruda         | 25 juin 1987      | 1,93 m | France             | Intérieure    |
| 6      | Silvia Domínguez       | 30 avril 1983     | 1,66 m | Espagne            | Arrière       |
| 11     | Maria Stepanova        | 23 février 1979   | 2,03 m | Russie             | Intérieure    |
| 9      | Quanitra Hollingsworth | 15 novembre 1988  | 1,96 m | États-Unis Turquie | Pivot         |
| 13     | Candace Parker         | 19 avril 1986     | 1,93 m | États-Unis         | Intérieure    |
| 14     | Deanna Nolan           | 25 août 1979      | 1,83 m | États-Unis Russie  | Arrière       |
| 22     | Ewelina Kobryn         | 7 mai 1982        | 1,93 m | Pologne            | Pivot         |
|        | Daria Korenko          | 14 avril 1993     | 1,77 m | Russie             | Arrière       |
|        | Daria Levchenko        | 21 juillet 1994   | 1,79 m | Russie             | Arrière       |
| 21     | Anna Petrakova         | 4 décembre 1984   | 1,89 m | Russie             | Ailière forte |
| 15     | Tatiana Popova         | 17 septembre 1984 | 1,79 m | Russie             | Arrière       |
| 32     | Diana Taurasi          | 11 juin 1982      | 1,82 m | États-Unis         | Arrière       |
|        | Anastasia Tochilova    | 13 mai 1993       | 1,74 m | Russie             | Ailière       |

Entraîneur : Olaf Lange
Assistants : Sandy Brondello, Olga Korosteleva

## Effectif 2011-2012
| Numéro | Nom                  | Née le            | Taille | Nationalité        | Poste      |
| 4      | Olga Artechina       | 27 novembre 1982  | 1,82 m | Russie             | Ailière    |
| 5      | Anete Jēkabsone      | 12 août 1983      | 1,76 m | Lettonie           | Arrière    |
| 5      | Sandra Linkevičienė  | 1er février 1982  | 1,76 m | Lituanie           | Arrière    |
| 7      | Sandrine Gruda       | 25 juin 1987      | 1,93 m | France             | Intérieure |
| 8      | Alena Lewtchanka     | 30 avril 1983     | 1,96 m | Biélorussie        | Intérieure |
| 11     | Maria Stepanova      | 23 février 1979   | 2,03 m | Russie             | Intérieure |
| 12     | Tatiana Vidmer       | 8 janvier 1986    | 1,90 m | Russie             | Intérieure |
| 13     | Candace Parker       | 19 avril 1986     | 1,93 m | États-Unis         | Intérieure |
| 14     | Deanna Nolan         | 25 août 1979      | 1,83 m | États-Unis Russie  | Arrière    |
| 15     | Ekaterina Bezgodova  | 31 mai 1990       |        | Russie             | Intérieure |
| 23     | Cappie Pondexter     | 7 janvier 1983    | 1,76 m | États-Unis         | Arrière    |
|        | Svetlana Abrossimova | 20 juillet 1980   | 1,85 m | Russie             | Ailière    |
|        | Hana Horáková        | 11 septembre 1979 | 1,82 m | République tchèque | Arrière    |
|        | Anastasia Tochilova  | 13 mai 1993       | 1,74 m | Russie             | Ailière    |

Entraîneur : Algirdas Paulauskas

## Effectif 2010-2011
| Numéro | Nom                  | Née le           | Taille | Nationalité       | Poste      |
| 4      | Olga Artechina       | 27 novembre 1982 | 1,82 m | Russie            | Ailière    |
| 5      | Anna Ostroukhova     | 16 mars 1980     | 1,72 m | Russie            | Arrière    |
| 7      | Sandrine Gruda       | 25 juin 1987     | 1,93 m | France            | Intérieure |
| 8      | Elena Volkova        | 9 avril 1983     | 1,76 m | Russie            | Arrière    |
| 9      | Céline Dumerc        | 9 juillet 1982   | 1,69 m | France            | Arrière    |
| 10     | Tatiana Vidmer       | 8 janvier 1986   | 1,90 m | Russie            | Intérieure |
| 12     | Agnieszka Bibrzycka  | 21 octobre 1982  | 1,84 m | Pologne           | Ailière    |
| 21     | Ann Wauters          | 12 octobre 1980  | 1,95 m | Belgique          | Intérieure |
| 23     | Cappie Pondexter     | 7 janvier 1983   | 1,76 m | États-Unis        | Arrière    |
| 24     | Crystal Langhorne    | 27 octobre 1986  | 1,89 m | États-Unis        | Intérieure |
| 13     | Candace Parker       | 19 avril 1986    | 1,93 m | États-Unis        | Intérieure |
|        | Svetlana Abrossimova | 20 juillet 1980  | 1,85 m | Russie            | Ailière    |
|        | Deanna Nolan         | 25 août 1979     | 1,83 m | États-Unis Russie | Arrière    |
|        | Zuzana Žirková       | 6 juin 1980      | 1,75 m | Slovaquie         | Arrière    |
|        | Maria Stepanova      | 23 février 1979  | 2,03 m | Russie            | Intérieure |

Entraîneur : Gundars Vētra
Avant les quarts de finale de l'Euroligue, Zuzana Žirková est engagée par Iekaterinbourg moyennant des compensations financières qui permettent à Kosice de la remplacer, alors que Crystal Langhorne cède sa place à Candace Parker de retour de blessure,.

## Joueuses célèbres ou marquantes

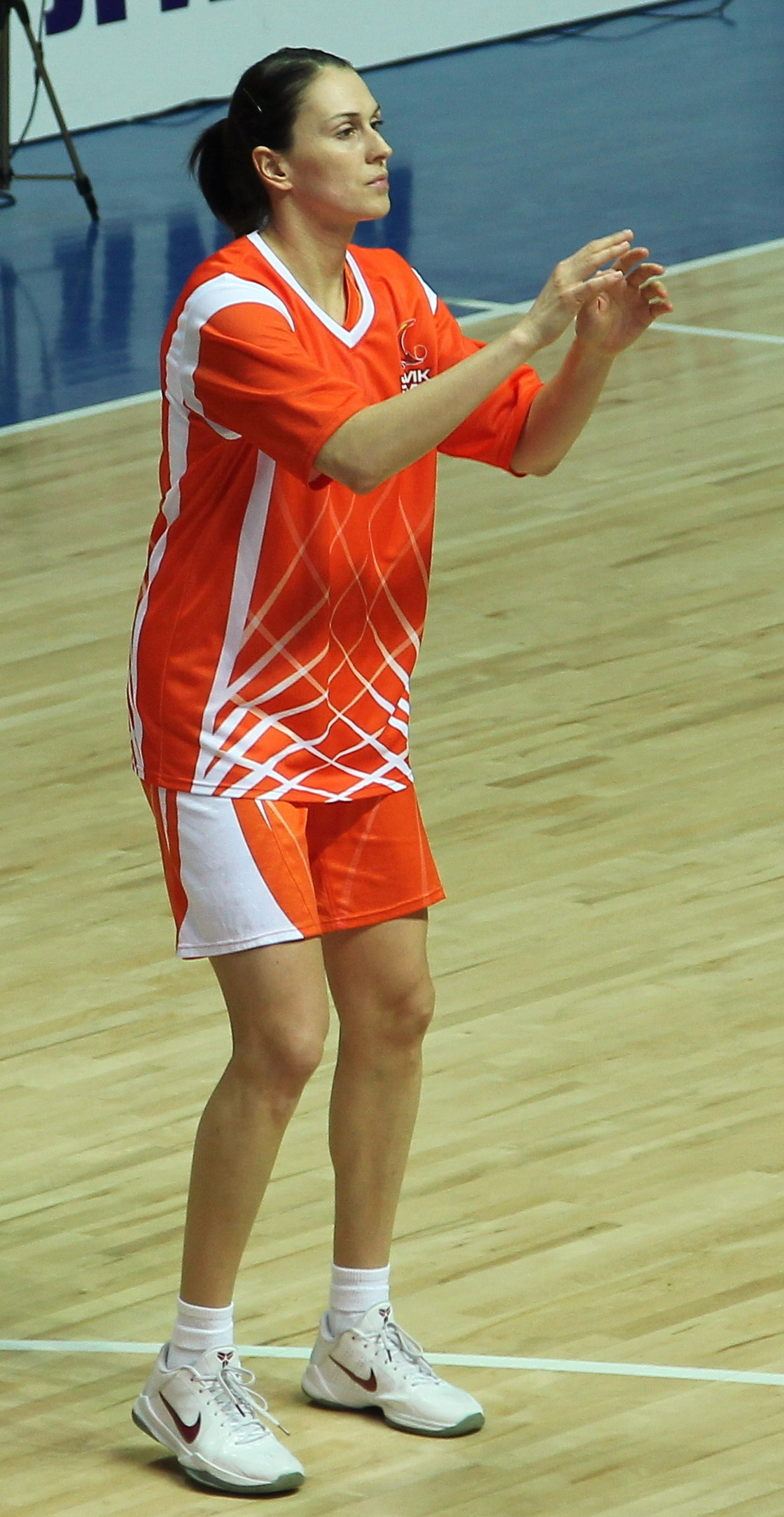
Svetlana Abrossimova en 2012.

- Agnė Abromaitė-Čiudarienė
- Svetlana Abrossimova
- Anna Arkhipova
- Małgorzata Dydek
- Yolanda Griffith
- Brittney Griner
- Diana Gustilina
- Elena Karpova
- Emma Meesseman
- DeLisha Milton-Jones
- Irina Osipova
- Ticha Penicheiro
- Audrey Sauret-Gillespie
- Céline Dumerc